# تقدیر (فیلم ۱۹۴۳)
«تقدیر» (انگلیسی: Taqdeer) یک فیلم کمدی هندی زبان به کارگردانی محبوب خان است که در سال ۱۹۴۳ منتشر شد. از بازیگران آن می‌توان به نرگس دات اشاره کرد.